# Saijaku muhai no Bahamut
Saijaku muhai no Bahamut (最弱無敗の神装機竜?, Saijaku muhai no Bahamūto, lett. "Il più debole Bahamut imbattuto"), anche nota come Undefeated Bahamut Chronicle, è una serie di light novel scritta da Senri Akatsuki e illustrata da Ayumu Kasuga, edita da SB Creative, sotto l'etichetta GA Bunko, da agosto 2013. Un adattamento manga è stato serializzato su Gangan GA tra il 2014 e il 2018. Un adattamento anime, coprodotto da Lerche e Orange, è stato trasmesso in Giappone tra l'11 gennaio e il 28 marzo 2016.

## Trama
Cinque anni fa, una rivolta ha rovesciato l'impero dell'Arcadia. L'ex principe dell'impero, Lux Arcadia, sconfina accidentalmente in una zona balneare riservata alle donne e vede la principessa del nuovo regno Lisesharte Atismata nuda e il suo segreto. Dopo un duello con Lisesharte, Lux frequenta l'accademia per sole donne dove addestrano gli studenti a diventare Drag-Knights reali. Lì, si scopre che è l'eroe nero che da solo ha distrutto un intero esercito.

## Personaggi
Lux Arcadia (ルクス・アーカディア?, Rukusu Ākadia)
Doppiato da: Mutsumi Tamura
È il settimo principe dell'antico Impero di Arcadia distrutto durante una rivolta cinque anni prima dell'inizio della serie e soprannominato "il più debole Drag-Knight imbattuto" per non aver mai perso una battaglia. Durante lo svolgimento della trama si scopre che fu lui il pericoloso e misterioso "Eroe Nero" che distrusse 1200 armature dell'impero durante il colpo di Stato ponendo così fine alla guerra. Nonostante questa prodezza non si considera un eroe, avendo agito solo per ciò che riteneva giusto. Egli utilizza un'armatura Wyvern generica e l'armatura Divina "Bahamut". Sua madre morì in un incidente in carrozza quando era bambino, e la gente si rifiutò di aiutarlo per il risentimento che provavano verso la famiglia reale. Solo Philuffy gli mostrò gentilezza e affetto. Prima del golpe cercò inutilmente di ragionare con il padre, l'imperatore, riguardo alla sofferenza della gente, mentre il folle fratello maggiore Fugil lo convinse a provocare il colpo di Stato per proteggere Philuffy, per poi tradirlo uccidendo l'imperatore e la corte imperiale. Dopo la distruzione dell'Impero e l'ascesa del Regno di Atismata lui e Airi dovettero iniziare a pagare il loro debito verso il regno, portando un collare nero come per ricordare ciò che erano. In seguito si fidanza (dopo averne sconfitto il "fidanzato" e pretendente alla mano) con Krulcifer Einfolk quando la famiglia della stessa lo considera un ottimo sostituto.
Lisesharte Atismata (リーズシャルテ・アティスマータ?, Rīzusharute Atisumāta)
Doppiata da: Lynn
Chiamata più colloquialmente "Lisha", è la protagonista femminile e viene soprannominata "Principessa Cremisi della Guerra". È la principessa del Nuovo Regno di Atismata. Dopo il suo duello con Lux e dopo che quest'ultimo le salva la vita se ne innamora e arrossisce ogni volta che gli sta vicino. Nell'episodio 2 scopre che Lux è il famoso "Eroe Nero" quando arriva in suo soccorso usando la sua Bahamut. Tempo prima della fine dell'impero venne catturata dalle truppe imperiali come ostaggio, e dato che il padre, nonostante questo, non volle tirarsi indietro, venne resa schiava e marchiata, come se fosse bestiame, col simbolo dell'Impero. Proprio a causa di questo marchio d'infamia non può permettere a nessuno di vederlo. Dopo il loro duello rivela a Lux che la vera ragione per cui lo sfidò era perché le aveva visto la cicatrice. Quando combatte guida l'Armatura Divina "Tiamat".
Krulcifer Einfolk (クルルシファー・エインフォルク?, Kururushifā Einforuku)
Doppiata da: Yukiyo Fujii
La figlia adottiva della Casata Einfolk del paese settentrionale di Ymir. Guida l'Armatura Divina "Fafnir". È l'ultima superstite della gente che abitava le Rovine, dove è stata trovata la tecnologia necessaria per costruire le armature. Per questo motivo molti nobili di numerosi regni volevano sposarla: perché può accedere alle Rovine e alla tecnologia perduta. Inizialmente era tenuta a sposare Kreutzer Balzeride, ma dopo che Lux sconfigge l'arrogante nobile in duello se ne innamora, mentre la sua famiglia adottiva vede in Lux un buon partito. Le piace prendere in giro Lux e lo bacia per ben due volte davanti a Lisha durante il loro fidanzamento.
Philuffy Aingram (フィルフィ・アイングラム?, Firufi Ainguramu)
Doppiata da: Yurika Kubo
Un'amica d'infanzia di Lux un po' svampita con un seno di grandi dimensioni e un'espressione perennemente assonnata sul viso. Guida l'Armatura Divina "Typhon". Viene dalla potente e influente Casata industriale Aingram e prese con sé Lux e Airi dopo la morte della madre. Si viene poi a sapere che Philuffy fu vittima della sperimentazione su cavie umane con veleni e armi da parte delle autorità militari del vecchio Impero di Arcadia, le quali ignorarono le suppliche della sorella Relié perché fosse liberata. È stato questo avvenimento che fece decidere a Lux unirsi al colpo di Stato di Fugil per pilotare il "Bahamut", anche se da allora se ne dimenticò per diversi anni.
Celistia Ralgris (セリスティア・ラルグリス?, Serisutia Rarugurisu)
Doppiata da: Risa Taneda
È una giovane proveniente dalla Casata Duke, una delle Quattro Grandi Casate Nobili, e famosa per essere una che odia gli uomini. Guida l'armatura "Lindworm". In seguito confessò ad un Lux travestito che in realtà non odia gli uomini, ma semplicemente non sa come comportarsi con i maschi della sua età. Venne istruita dal nonno materno di Lux e si sentì in colpa quando questo venne imprigionato per aver tentato di riformare le politiche dell'Impero, morendo in carcere (ciò ha anche causato l'allontanamento di Lux e di sua sorella dalla capitale). Dopo che Lux la salva dal Ragnarok e le confessa la verità, commenta che non deve incolparsi di quel che è successo all'epoca, pur rivelando che la ragazza con cui si era confidata era lui travestito. Perdona Lux per l'inganno e se ne innamora.
Yoruka Kirihime (切姫 夜架?, Kirihime Yoruka)
Doppiata da: Shizuka Ishigami
Soprannominata "Pugnale Assassino dell'Impero", chiama Lux "mio signore". Guida l'armatura "Dio della Spada Notturna", tramite la quale può manipolare gli altri Draghi Meccanici. Inizialmente si avvicina a Lux e immediatamente gli promette fedeltà, giurando di obbedire a qualsiasi suo ordine. Vorrebbe che Lux, con le sue capacità, distrugga il Nuovo Regno e ristabilisca l'Impero. Quando però, quella sera stessa, quest'ultimo rifiuta, viene attaccata dalle altre ragazze e riesce a dar loro filo da torcere prima di sparire, non senza però aver confidato all'ex principe di avere un "piano" per il futuro del paese.
Airi Arcadia (アイリ・アーカディア?, Airi Ākadia)
Doppiata da: Ari Ozawa
La sorella minore di Lux. Sembra amarlo più di quanto una sorella normalmente dovrebbe e non manca mai rimproverarlo se a suo dire commette una sciocchezza (il che accade spesso). Inoltre descrive a chiunque le sta accanto delle capacità del fratello (di solito a Noct) ogni volta che questo è impegnato in un combattimento importante.
Relié Aingram (レリィ・アイングラム?, Reryi Ainguramu)
Doppiata da: Yōko Hikasa
Reliè è la preside dell'Accademia Reale e la sorella maggiore di Philuffy. Le piace prendere in giro Lux e guardare le sue reazioni quando viene assalito (spesso letteralmente) dalle altre ragazze.
Shalice Balshift (シャリス・バルトシフト?, Sharifu Barutoshifuto)
Doppiata da: Yumi Uchiyama
Il leader della Triade, un gruppo composto da sue amiche d'infanzia. Frequenta il terzo anno e guida un Wyvern.
Tillfur Lilimit (ティルファー・リルミット?, Tirufā Rirumitto)
Doppiata da: Shiori Izawa
Membro della Triade. Frequenta anche lei il secondo anno e guida un Wyrm. Tende a chiamare Lux "Lukucchi".
Noct Leaflet (ノクト・リーフレット?, Nokuto Rīfuretto)
Doppiata da: Rie Takahashi
Membro della Triade, guida un Drake. È compagna di stanza di Airi e la sua migliore amica. Comincia spesso le sue frasi con "Yes" o "No".
Fugil Arcadia (フギル・アーカディア?, Fugiru Ākadia)
Doppiato da: Ryōta Ōsaka
Fratellastro maggiore di Lux e Airi, è l'ex Primo Principe dell'Impero di Arcadia e il pilota originario del Bahamut, al servizio delle Sante Principesse Arcadia per ragioni ignote. Durante il colpo di Stato uccise suo padre l'imperatore e l'intera corte imperiale, mentre Lux era impegnato a combattere i 1200 Drag-Knight che facevano da guardia. Appare evidente che abbia fatto tutto ciò per il proprio divertimento. Successivamente viene rivelato che è un antico membro della famiglia Arcadia preservato attraverso il sonno freddo, ma a differenza delle Sante Principesse Arcadia è rimasto in vita abbastanza a lungo da incontrare il creatore di Sacred Eclipse. Guida il Drag-ride Divino "Uroboros".
Balzeride Kreutzer (バルゼリッド・クロイツァー?, Baruzeriddo Kuroitsā)
Doppiato da: Junji Majima
Un nobile dei Quattro Grandi Nobili. La sua Armatura Divina si chiama "Azi Dahaka", la quale gli permette di rubare le armi e l'energia degli altri Draghi Meccanici quando entra in contatto fisico con essi. Egli vede in Krulcifer nient'altro che uno strumento per accedere alle Rovine, ma il matrimonio combinato viene cancellato dopo che Lux lo sconfigge in duello, dal momento che si era reso conto dei suoi loschi piani. Per questo verrà imprigionato. Viene ucciso da Hayes per il suo fallimento e perché ormai ritenuto inutile nei suoi piani.
La Krushe (ラ・クルシェ?, Ra Kurushe)
Doppiata da: Maria Naganawa
È un'androide dalle sembianze di una bambina custode delle Rovine a forma di balena presso l'isola presso la quale soggiornano Lux e le ragazze. Quando viene ritrovata sotto a delle macerie riconosce Krulcifer come "Amministratore" (la riattiva solo sfiorandola), ma non ricorda nulla dei suoi ordini. Tuttavia, quando i protagonisti (con Krulcifer che funge da "Chiave") accedono a una stanza piena di cristalli, recupera la memoria e inizia ad attaccarli, come da ordini di Hayes, che identifica come sua "Creatrice". Dimostra di avere la capacità di manipolare dei Draghi Meccanici senza doverli guidare personalmente. A parte questo non sembra partecipare ulteriormente al combattimento. Dopo la battaglia nella quale viene sconfitto Ragnarok e alla ritirata di Hayes e di Fugil, apparentemente torna come prima e, non essendoci più nessuno, torna a "dormire", e quindi a disattivarsi.

## Media

### Light novel
La serie di light novel è stata scritta da Senri Akatsuki con le illustrazioni di Ayumu Kasuga. Il primo volume è stato pubblicato da SB Creative, sotto l'etichetta GA Bunko, il 12 agosto 2013 e al 15 maggio 2018 ne sono stati messi in vendita in tutto quindici.
| Nº | Data di prima pubblicazione              | Data di prima pubblicazione                                                 | Data di prima pubblicazione |
| Nº | Giapponese                               | Giapponese                                                                  |                             |
| -- | ---------------------------------------- | --------------------------------------------------------------------------- | --------------------------- |
| 1  | 12 agosto 2013                           | ISBN 978-4-7973-7466-7                                                      |                             |
| 2  | 15 novembre 2013                         | ISBN 978-4-7973-7551-0                                                      |                             |
| 3  | 15 marzo 2014                            | ISBN 978-4-7973-7613-5                                                      |                             |
| 4  | 15 luglio 2014 (ed. regolare & limitata) | ISBN 978-4-7973-7682-1 (ed. regolare) ISBN 978-4-7973-7683-8 (ed. limitata) |                             |
| 5  | 15 dicembre 2014                         | ISBN 978-4-7973-7763-7                                                      |                             |
| 6  | 15 giugno 2015                           | ISBN 978-4-7973-8320-1                                                      |                             |
| 7  | 15 ottobre 2015                          | ISBN 978-4-7973-8503-8                                                      |                             |
| 8  | 15 gennaio 2016                          | ISBN 978-4-7973-8612-7                                                      |                             |
| 9  | 15 marzo 2016 (ed. regolare & limitata)  | ISBN 978-4-7973-8621-9 (ed. regolare) ISBN 978-4-7973-8620-2 (ed. limitata) |                             |
| 10 | 15 luglio 2016 (ed. regolare & limitata) | ISBN 978-4-7973-8624-0 (ed. regolare) ISBN 978-4-7973-8623-3 (ed. limitata) |                             |
| 11 | 15 novembre 2016                         | ISBN 978-4-7973-8810-7                                                      |                             |
| 12 | 15 aprile 2017                           | ISBN 978-4-7973-8811-4                                                      |                             |
| 13 | 15 settembre 2017                        | ISBN 978-4-7973-9156-5                                                      |                             |
| 14 | 15 dicembre 2017                         | ISBN 978-4-7973-9157-2                                                      |                             |
| 15 | 15 maggio 2018                           | ISBN 978-4-7973-9701-7                                                      |                             |

### Manga
Un adattamento manga, scritto da Itsuki Watanabe e disegnato da Fumi Tadauri, è stato serializzato sulla webzine Gangan GA di Square Enix e GA Bunko tra il 17 luglio 2014 e il 29 marzo 2018. I vari capitoli sono stati raccolti in undici volumi tankōbon, pubblicati tra il 12 dicembre 2014 e l'11 maggio 2018.

#### Volumi
| Nº | Data di prima pubblicazione | Data di prima pubblicazione | Data di prima pubblicazione |
| Nº | Giapponese                  | Giapponese                  |                             |
| -- | --------------------------- | --------------------------- | --------------------------- |
| 1  | 9 aprile 2015               | ISBN 978-4-7575-4494-9      |                             |
| 2  | 12 giugno 2015              | ISBN 978-4-7575-4669-1      |                             |
| 3  | 14 ottobre 2015             | ISBN 978-4-7575-4756-8      |                             |
| 4  | 13 gennaio 2016             | ISBN 978-4-7575-4825-1      |                             |
| 5  | 11 marzo 2016               | ISBN 978-4-7575-4900-5      |                             |
| 6  | 13 luglio 2016              | ISBN 978-4-7575-5055-1      |                             |
| 7  | 11 novembre 2016            | ISBN 978-4-7575-5149-7      |                             |
| 8  | 13 aprile 2017              | ISBN 978-4-7575-5269-2      |                             |
| 9  | 13 settembre 2017           | ISBN 978-4-7575-5467-2      |                             |
| 10 | 12 gennaio 2018             | ISBN 978-4-7575-5581-5      |                             |
| 11 | 11 maggio 2018              | ISBN 978-4-7575-5690-4      |                             |

### Anime
Annunciato il 10 maggio 2015 da Kadokawa, un adattamento anime, diretto da Masaomi Ando e coprodotto dagli studi d'animazione Lerche e Orange (quest'ultimo dei quali ha sviluppato la computer grafica 3D), è andato in onda dall'11 gennaio al 28 marzo 2016. Le sigle di apertura e chiusura sono rispettivamente Hiryō no kishi (飛竜の騎士?) di True e Lime tree (ライムツリー?, Raimu tsurī) dei Nano Ripe. In America del Nord i diritti sono stati acquistati da Sentai Filmworks per Hulu, mentre in Australia e Nuova Zelanda gli episodi sono stati trasmessi in streaming in simulcast da Madman Entertainment su AnimeLab.
| Nº | Titolo italiano (traduzione letterale) Giapponese 「Kanji」 - Rōmaji                                | In onda          | In onda |
| Nº | Titolo italiano (traduzione letterale) Giapponese 「Kanji」 - Rōmaji                                | Giapponese       |         |
| 1  | La principessa della guerra cremisi 「朱の戦姫」 - Shu no senhime                                   | 11 gennaio 2016  |         |
| 2  | Il cavaliere dragone più debole 「最弱の機竜使い」 - Saijaku no kiryū tsukai                        | 18 gennaio 2016  |         |
| 3  | Le condizioni di impegno della dama del nord 「北の令嬢の婚約事情」 - Kita no reijō no konyaku jijō | 25 gennaio 2016  |         |
| 4  | La sesta rovina: il giardino in miniatura 「第六遺跡-箱庭-」 - Dai roku iseki: hakoniwa             | 1º febbraio 2016 |         |
| 5  | Il desiderio della ragazza 「少女の願い」 - Shōjo no negai                                          | 8 febbraio 2016  |         |
| 6  | Il ritorno del più forte 「最強の帰還」 - Saikyō no kikan                                           | 15 febbraio 2016 |         |
| 7  | La verità della ragazza 「少女の真実」 - Shōjo no shinjitsu                                         | 22 febbraio 2016 |         |
| 8  | Il risveglio della bestia fantasma divina 「幻神獣の目覚め」 - Maboroshi kamikemono no mezame       | 29 febbraio 2016 |         |
| 9  | Promessa 「約束」 - Yakusoku                                                                        | 7 marzo 2016     |         |
| 10 | La retribuzione delle ragazze 「少女たちの報酬」 - Shōjo-tachi no hōshū                             | 14 marzo 2016    |         |
| 11 | Il pugnale dell'assassino imperiale 「帝国の凶刃」 - Teikoku no kyōjin                              | 21 marzo 2016    |         |
| 12 | Il desiderio a lungo coltivato dalla ragazza 「少女の本懐」 - Shōjo no honkai                       | 28 marzo 2016    |         |